# Loubès-Bernac
Loubès-Bernac település Franciaországban, Lot-et-Garonne megyében. Lakosainak száma 409 fő (2022. január 1.). Loubès-Bernac Margueron, Monestier, Saint-Julien-Innocence-Eulalie, Thénac, Saint-Astier, Saint-Jean-de-Duras, Soumensac és Villeneuve-de-Duras községekkel határos.

## Népesség
A település népességének változása:
| Lakosok száma | 505  | 358  | 319  | 381  | 342  | 389  | 415  | 423  | 419  | 409  |
|               | 1968 | 1982 | 1990 | 2006 | 2013 | 2015 | 2017 | 2019 | 2020 | 2022 |